# Billy-sous-Mangiennes
 Billy-sous-Mangiennes  là một xã thuộc tỉnh Meuse trong vùng Grand Est đông nam nước Pháp. Xã này nằm ở khu vực có độ cao trung bình 209 mét trên mực nước biển.